# Вовра, Клаус
Клаус-Дитер (Клаус) Вовра (нем. Klaus-Dieter (Klaus) Wowra; род. 2 апреля 1938, Эрфурт) — восточногерманский хоккеист на траве, полевой игрок. Участник летних Олимпийских игр 1964 года.

## Биография
Клаус Вовра родился 2 апреля 1938 года в немецком городе Эрфурт.
Играл в хоккей на траве за «Турбине» из Эрфурта, откуда в 1961 году перешёл в «Мотор» из Йены. В его составе пять раз становился чемпионом ГДР по хоккею на траве (1962—1963, 1965—1967), четыре раза — по индорхоккею (1961—1962, 1965—1966).
В 1962 году дебютировал в сборной ГДР. Участвовал в отборочной серии из четырёх матчей против хоккеистов ФРГ, по итогам которой определилось, какая из команд будет выступать под маркой ОГК.
В 1964 году вошёл в состав сборной ОГК по хоккею на траве на летних Олимпийских играх в Токио, занявшей 5-е место. В матчах не участвовал.
В 1962—1964 годах провёл за сборную ГДР 3 матча.
По окончании игровой карьеры стал тренером в хоккейном клубе Эрфурта. Благодаря его деятельности здесь впервые в Тюрингии было оборудовано поле с искусственным покрытием для хоккея на траве.